# Yznaga, Texas
Yznaga, Texas (енгл. Yznaga) насељено је место без административног статуса у америчкој савезној држави Тексас.

## Демографија
По попису из 2010. године број становника је 91, што је 12 (-11,7%) становника мање него 2000. године.
| Група             | 2000.      | 2010.      |
| Белци             | 15 (14,6%) | 4 (4,4%)   |
| Афроамериканци    | 0 (0,0%)   | 0 (0,0%)   |
| Азијати           | 0 (0,0%)   | 0 (0,0%)   |
| Хиспаноамериканци | 88 (85,4%) | 87 (95,6%) |
| Укупно            | 103        | 91         |